# 1821
Portal Geschichte | Portal Biografien | Aktuelle Ereignisse | Jahreskalender | Tagesartikel

◄ |
18. Jahrhundert |
19. Jahrhundert
| 20. Jahrhundert | ►

◄ |
1790er |
1800er |
1810er |
1820er
| 1830er | 1840er | 1850er | ►

◄◄ |
◄ |
1817 |
1818 |
1819 |
1820 |
1821
| 1822 | 1823 | 1824 | 1825 | ► | ►►
Staatsoberhäupter · Wahlen · Nekrolog   · Musikjahr
| Januar | Januar | Januar | Januar | Januar | Januar | Januar | Januar |
| Kw     | Mo     | Di     | Mi     | Do     | Fr     | Sa     | So     |
| ------ | ------ | ------ | ------ | ------ | ------ | ------ | ------ |
| 1      | 1      | 2      | 3      | 4      | 5      | 6      | 7      |
| 2      | 8      | 9      | 10     | 11     | 12     | 13     | 14     |
| 3      | 15     | 16     | 17     | 18     | 19     | 20     | 21     |
| 4      | 22     | 23     | 24     | 25     | 26     | 27     | 28     |
| 5      | 29     | 30     | 31     |        |        |        |        |

| Februar | Februar | Februar | Februar | Februar | Februar | Februar | Februar |
| Kw      | Mo      | Di      | Mi      | Do      | Fr      | Sa      | So      |
| ------- | ------- | ------- | ------- | ------- | ------- | ------- | ------- |
| 5       |         |         |         | 1       | 2       | 3       | 4       |
| 6       | 5       | 6       | 7       | 8       | 9       | 10      | 11      |
| 7       | 12      | 13      | 14      | 15      | 16      | 17      | 18      |
| 8       | 19      | 20      | 21      | 22      | 23      | 24      | 25      |
| 9       | 26      | 27      | 28      |         |         |         |         |

| März | März | März | März | März | März | März | März |
| Kw   | Mo   | Di   | Mi   | Do   | Fr   | Sa   | So   |
| ---- | ---- | ---- | ---- | ---- | ---- | ---- | ---- |
| 9    |      |      |      | 1    | 2    | 3    | 4    |
| 10   | 5    | 6    | 7    | 8    | 9    | 10   | 11   |
| 11   | 12   | 13   | 14   | 15   | 16   | 17   | 18   |
| 12   | 19   | 20   | 21   | 22   | 23   | 24   | 25   |
| 13   | 26   | 27   | 28   | 29   | 30   | 31   |      |

| April | April | April | April | April | April | April | April |
| Kw    | Mo    | Di    | Mi    | Do    | Fr    | Sa    | So    |
| ----- | ----- | ----- | ----- | ----- | ----- | ----- | ----- |
| 13    |       |       |       |       |       |       | 1     |
| 14    | 2     | 3     | 4     | 5     | 6     | 7     | 8     |
| 15    | 9     | 10    | 11    | 12    | 13    | 14    | 15    |
| 16    | 16    | 17    | 18    | 19    | 20    | 21    | 22    |
| 17    | 23    | 24    | 25    | 26    | 27    | 28    | 29    |
| 18    | 30    |       |       |       |       |       |       |

| Mai | Mai | Mai | Mai | Mai | Mai | Mai | Mai |
| Kw  | Mo  | Di  | Mi  | Do  | Fr  | Sa  | So  |
| --- | --- | --- | --- | --- | --- | --- | --- |
| 18  |     | 1   | 2   | 3   | 4   | 5   | 6   |
| 19  | 7   | 8   | 9   | 10  | 11  | 12  | 13  |
| 20  | 14  | 15  | 16  | 17  | 18  | 19  | 20  |
| 21  | 21  | 22  | 23  | 24  | 25  | 26  | 27  |
| 22  | 28  | 29  | 30  | 31  |     |     |     |

| Juni | Juni | Juni | Juni | Juni | Juni | Juni | Juni |
| Kw   | Mo   | Di   | Mi   | Do   | Fr   | Sa   | So   |
| ---- | ---- | ---- | ---- | ---- | ---- | ---- | ---- |
| 22   |      |      |      |      | 1    | 2    | 3    |
| 23   | 4    | 5    | 6    | 7    | 8    | 9    | 10   |
| 24   | 11   | 12   | 13   | 14   | 15   | 16   | 17   |
| 25   | 18   | 19   | 20   | 21   | 22   | 23   | 24   |
| 26   | 25   | 26   | 27   | 28   | 29   | 30   |      |

| Juli | Juli | Juli | Juli | Juli | Juli | Juli | Juli |
| Kw   | Mo   | Di   | Mi   | Do   | Fr   | Sa   | So   |
| ---- | ---- | ---- | ---- | ---- | ---- | ---- | ---- |
| 26   |      |      |      |      |      |      | 1    |
| 27   | 2    | 3    | 4    | 5    | 6    | 7    | 8    |
| 28   | 9    | 10   | 11   | 12   | 13   | 14   | 15   |
| 29   | 16   | 17   | 18   | 19   | 20   | 21   | 22   |
| 30   | 23   | 24   | 25   | 26   | 27   | 28   | 29   |
| 31   | 30   | 31   |      |      |      |      |      |

| August | August | August | August | August | August | August | August |
| Kw     | Mo     | Di     | Mi     | Do     | Fr     | Sa     | So     |
| ------ | ------ | ------ | ------ | ------ | ------ | ------ | ------ |
| 31     |        |        | 1      | 2      | 3      | 4      | 5      |
| 32     | 6      | 7      | 8      | 9      | 10     | 11     | 12     |
| 33     | 13     | 14     | 15     | 16     | 17     | 18     | 19     |
| 34     | 20     | 21     | 22     | 23     | 24     | 25     | 26     |
| 35     | 27     | 28     | 29     | 30     | 31     |        |        |

| September | September | September | September | September | September | September | September |
| Kw        | Mo        | Di        | Mi        | Do        | Fr        | Sa        | So        |
| --------- | --------- | --------- | --------- | --------- | --------- | --------- | --------- |
| 35        |           |           |           |           |           | 1         | 2         |
| 36        | 3         | 4         | 5         | 6         | 7         | 8         | 9         |
| 37        | 10        | 11        | 12        | 13        | 14        | 15        | 16        |
| 38        | 17        | 18        | 19        | 20        | 21        | 22        | 23        |
| 39        | 24        | 25        | 26        | 27        | 28        | 29        | 30        |

| Oktober | Oktober | Oktober | Oktober | Oktober | Oktober | Oktober | Oktober |
| Kw      | Mo      | Di      | Mi      | Do      | Fr      | Sa      | So      |
| ------- | ------- | ------- | ------- | ------- | ------- | ------- | ------- |
| 40      | 1       | 2       | 3       | 4       | 5       | 6       | 7       |
| 41      | 8       | 9       | 10      | 11      | 12      | 13      | 14      |
| 42      | 15      | 16      | 17      | 18      | 19      | 20      | 21      |
| 43      | 22      | 23      | 24      | 25      | 26      | 27      | 28      |
| 44      | 29      | 30      | 31      |         |         |         |         |

| November | November | November | November | November | November | November | November |
| Kw       | Mo       | Di       | Mi       | Do       | Fr       | Sa       | So       |
| -------- | -------- | -------- | -------- | -------- | -------- | -------- | -------- |
| 44       |          |          |          | 1        | 2        | 3        | 4        |
| 45       | 5        | 6        | 7        | 8        | 9        | 10       | 11       |
| 46       | 12       | 13       | 14       | 15       | 16       | 17       | 18       |
| 47       | 19       | 20       | 21       | 22       | 23       | 24       | 25       |
| 48       | 26       | 27       | 28       | 29       | 30       |          |          |

| Dezember | Dezember | Dezember | Dezember | Dezember | Dezember | Dezember | Dezember |
| Kw       | Mo       | Di       | Mi       | Do       | Fr       | Sa       | So       |
| -------- | -------- | -------- | -------- | -------- | -------- | -------- | -------- |
| 48       |          |          |          |          |          | 1        | 2        |
| 49       | 3        | 4        | 5        | 6        | 7        | 8        | 9        |
| 50       | 10       | 11       | 12       | 13       | 14       | 15       | 16       |
| 51       | 17       | 18       | 19       | 20       | 21       | 22       | 23       |
| 52       | 24       | 25       | 26       | 27       | 28       | 29       | 30       |
| 1        | 31       |          |          |          |          |          |          |

| Januar | Januar | Januar | Januar | Januar | Januar | Januar | Januar |
| Kw     | Mo     | Di     | Mi     | Do     | Fr     | Sa     | So     |
| ------ | ------ | ------ | ------ | ------ | ------ | ------ | ------ |
| 1      | 1      | 2      | 3      | 4      | 5      | 6      | 7      |
| 2      | 8      | 9      | 10     | 11     | 12     | 13     | 14     |
| 3      | 15     | 16     | 17     | 18     | 19     | 20     | 21     |
| 4      | 22     | 23     | 24     | 25     | 26     | 27     | 28     |
| 5      | 29     | 30     | 31     |        |        |        |        |

| Februar | Februar | Februar | Februar | Februar | Februar | Februar | Februar |
| Kw      | Mo      | Di      | Mi      | Do      | Fr      | Sa      | So      |
| ------- | ------- | ------- | ------- | ------- | ------- | ------- | ------- |
| 5       |         |         |         | 1       | 2       | 3       | 4       |
| 6       | 5       | 6       | 7       | 8       | 9       | 10      | 11      |
| 7       | 12      | 13      | 14      | 15      | 16      | 17      | 18      |
| 8       | 19      | 20      | 21      | 22      | 23      | 24      | 25      |
| 9       | 26      | 27      | 28      |         |         |         |         |

| März | März | März | März | März | März | März | März |
| Kw   | Mo   | Di   | Mi   | Do   | Fr   | Sa   | So   |
| ---- | ---- | ---- | ---- | ---- | ---- | ---- | ---- |
| 9    |      |      |      | 1    | 2    | 3    | 4    |
| 10   | 5    | 6    | 7    | 8    | 9    | 10   | 11   |
| 11   | 12   | 13   | 14   | 15   | 16   | 17   | 18   |
| 12   | 19   | 20   | 21   | 22   | 23   | 24   | 25   |
| 13   | 26   | 27   | 28   | 29   | 30   | 31   |      |

| April | April | April | April | April | April | April | April |
| Kw    | Mo    | Di    | Mi    | Do    | Fr    | Sa    | So    |
| ----- | ----- | ----- | ----- | ----- | ----- | ----- | ----- |
| 13    |       |       |       |       |       |       | 1     |
| 14    | 2     | 3     | 4     | 5     | 6     | 7     | 8     |
| 15    | 9     | 10    | 11    | 12    | 13    | 14    | 15    |
| 16    | 16    | 17    | 18    | 19    | 20    | 21    | 22    |
| 17    | 23    | 24    | 25    | 26    | 27    | 28    | 29    |
| 18    | 30    |       |       |       |       |       |       |

| Mai | Mai | Mai | Mai | Mai | Mai | Mai | Mai |
| Kw  | Mo  | Di  | Mi  | Do  | Fr  | Sa  | So  |
| --- | --- | --- | --- | --- | --- | --- | --- |
| 18  |     | 1   | 2   | 3   | 4   | 5   | 6   |
| 19  | 7   | 8   | 9   | 10  | 11  | 12  | 13  |
| 20  | 14  | 15  | 16  | 17  | 18  | 19  | 20  |
| 21  | 21  | 22  | 23  | 24  | 25  | 26  | 27  |
| 22  | 28  | 29  | 30  | 31  |     |     |     |

| Juni | Juni | Juni | Juni | Juni | Juni | Juni | Juni |
| Kw   | Mo   | Di   | Mi   | Do   | Fr   | Sa   | So   |
| ---- | ---- | ---- | ---- | ---- | ---- | ---- | ---- |
| 22   |      |      |      |      | 1    | 2    | 3    |
| 23   | 4    | 5    | 6    | 7    | 8    | 9    | 10   |
| 24   | 11   | 12   | 13   | 14   | 15   | 16   | 17   |
| 25   | 18   | 19   | 20   | 21   | 22   | 23   | 24   |
| 26   | 25   | 26   | 27   | 28   | 29   | 30   |      |

| Juli | Juli | Juli | Juli | Juli | Juli | Juli | Juli |
| Kw   | Mo   | Di   | Mi   | Do   | Fr   | Sa   | So   |
| ---- | ---- | ---- | ---- | ---- | ---- | ---- | ---- |
| 26   |      |      |      |      |      |      | 1    |
| 27   | 2    | 3    | 4    | 5    | 6    | 7    | 8    |
| 28   | 9    | 10   | 11   | 12   | 13   | 14   | 15   |
| 29   | 16   | 17   | 18   | 19   | 20   | 21   | 22   |
| 30   | 23   | 24   | 25   | 26   | 27   | 28   | 29   |
| 31   | 30   | 31   |      |      |      |      |      |

| August | August | August | August | August | August | August | August |
| Kw     | Mo     | Di     | Mi     | Do     | Fr     | Sa     | So     |
| ------ | ------ | ------ | ------ | ------ | ------ | ------ | ------ |
| 31     |        |        | 1      | 2      | 3      | 4      | 5      |
| 32     | 6      | 7      | 8      | 9      | 10     | 11     | 12     |
| 33     | 13     | 14     | 15     | 16     | 17     | 18     | 19     |
| 34     | 20     | 21     | 22     | 23     | 24     | 25     | 26     |
| 35     | 27     | 28     | 29     | 30     | 31     |        |        |

| September | September | September | September | September | September | September | September |
| Kw        | Mo        | Di        | Mi        | Do        | Fr        | Sa        | So        |
| --------- | --------- | --------- | --------- | --------- | --------- | --------- | --------- |
| 35        |           |           |           |           |           | 1         | 2         |
| 36        | 3         | 4         | 5         | 6         | 7         | 8         | 9         |
| 37        | 10        | 11        | 12        | 13        | 14        | 15        | 16        |
| 38        | 17        | 18        | 19        | 20        | 21        | 22        | 23        |
| 39        | 24        | 25        | 26        | 27        | 28        | 29        | 30        |

| Oktober | Oktober | Oktober | Oktober | Oktober | Oktober | Oktober | Oktober |
| Kw      | Mo      | Di      | Mi      | Do      | Fr      | Sa      | So      |
| ------- | ------- | ------- | ------- | ------- | ------- | ------- | ------- |
| 40      | 1       | 2       | 3       | 4       | 5       | 6       | 7       |
| 41      | 8       | 9       | 10      | 11      | 12      | 13      | 14      |
| 42      | 15      | 16      | 17      | 18      | 19      | 20      | 21      |
| 43      | 22      | 23      | 24      | 25      | 26      | 27      | 28      |
| 44      | 29      | 30      | 31      |         |         |         |         |

| November | November | November | November | November | November | November | November |
| Kw       | Mo       | Di       | Mi       | Do       | Fr       | Sa       | So       |
| -------- | -------- | -------- | -------- | -------- | -------- | -------- | -------- |
| 44       |          |          |          | 1        | 2        | 3        | 4        |
| 45       | 5        | 6        | 7        | 8        | 9        | 10       | 11       |
| 46       | 12       | 13       | 14       | 15       | 16       | 17       | 18       |
| 47       | 19       | 20       | 21       | 22       | 23       | 24       | 25       |
| 48       | 26       | 27       | 28       | 29       | 30       |          |          |

| Dezember | Dezember | Dezember | Dezember | Dezember | Dezember | Dezember | Dezember |
| Kw       | Mo       | Di       | Mi       | Do       | Fr       | Sa       | So       |
| -------- | -------- | -------- | -------- | -------- | -------- | -------- | -------- |
| 48       |          |          |          |          |          | 1        | 2        |
| 49       | 3        | 4        | 5        | 6        | 7        | 8        | 9        |
| 50       | 10       | 11       | 12       | 13       | 14       | 15       | 16       |
| 51       | 17       | 18       | 19       | 20       | 21       | 22       | 23       |
| 52       | 24       | 25       | 26       | 27       | 28       | 29       | 30       |
| 1        | 31       |          |          |          |          |          |          |

## Ereignisse

### Politik und Weltgeschehen

#### Laibacher Kongress / Königreich beider Sizilien
- 19. Januar: Großbritanniens  Außenminister erklärt in einer Depesche an Preußen, Österreich, Russland und Frankreich, dass militärische Interventionen in Ländern, die vom Umsturz bedroht sind, nicht im Einklang mit den politischen Grundsätzen Großbritanniens stünden. Großbritannien stellt sich damit gegen die Heilige Allianz.

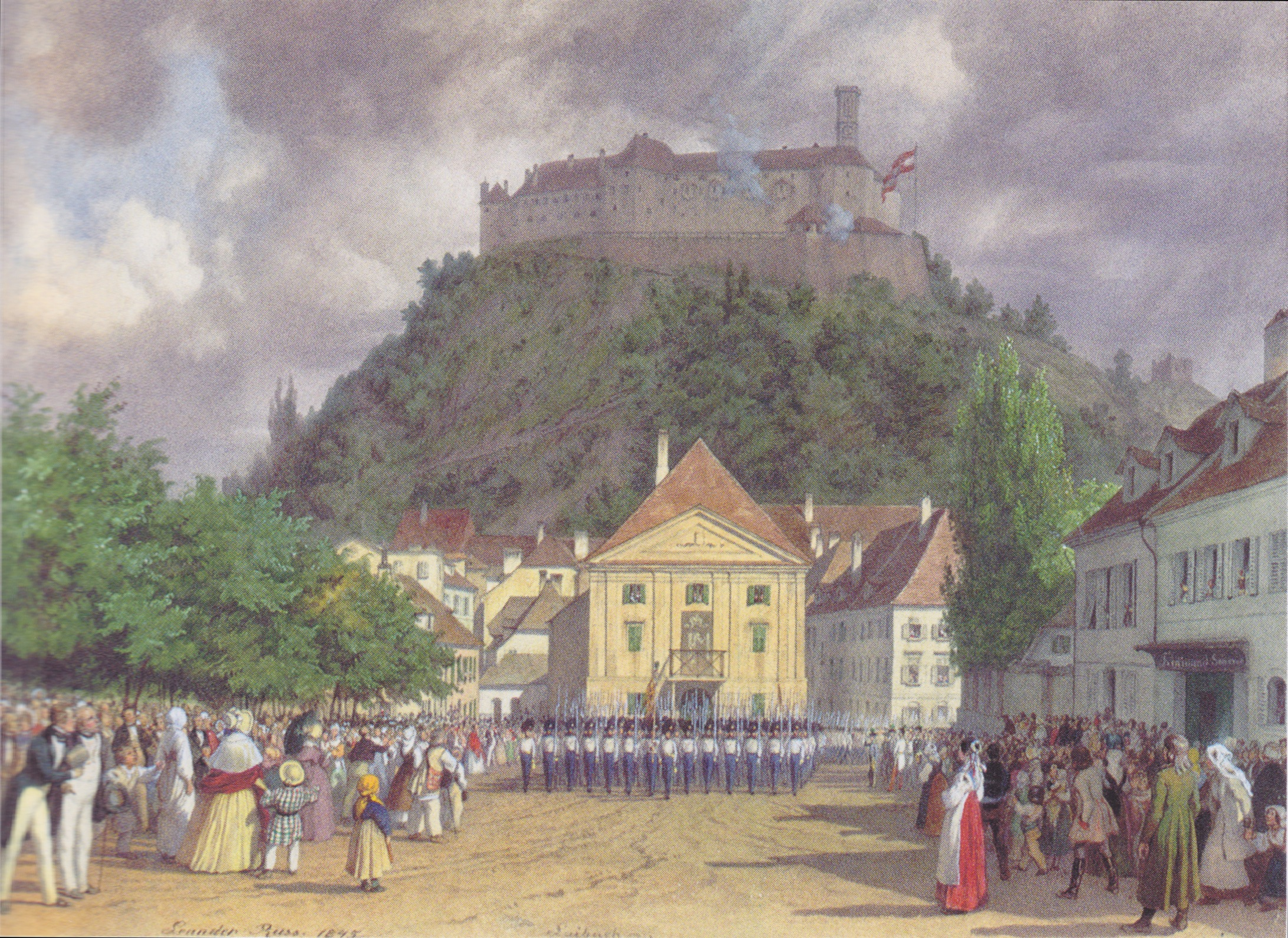
Leander Russ, Parade zur Begrüßung des Kaisers in Laibach; Gemälde 1845

- 26. Januar: Der Laibacher Kongress beginnt. Teilnehmer sind Zar Alexander I. von Russland, Kaiser Franz I. von Österreich und König Ferdinand I. beider Sizilien. Beim dritten Monarchenkongress steht die Situation nach dem Putsch im Königreich beider Sizilien im Mittelpunkt der politischen Beratungen. Nach der feierlichen Einführung der neuen Verfassung für das Königreich beider Sizilien bittet König Ferdinand I. von Neapel-Sizilien um Unterstützung für die Niederschlagung der liberalen Bewegung. Daraufhin greift Österreich militärisch in den Konflikt ein.
- 7. März: Die österreichische Armee besiegt bei Rieti neapolitanische Truppen unter General Guglielmo Pepe. Die von den europäischen Großmächten geduldete Militärintervention ins Königreich beider Sizilien dient zur Beruhigung der Lage nach einem Militärputsch der Carbonari im Jahr zuvor und dem Unterdrücken republikanischer Bestrebungen.
- 8. April: Die österreichischen Truppen schlagen die liberalen Aufständischen in Piemont und stellen die absolutistische Ordnung wieder her. König Ferdinand I. hebt am 15. Mai die liberale Verfassung wieder auf.
- 12. Mai: Der Laibacher Kongress endet mit dem Beschluss, den liberalen Putsch im Königreich beider Sizilien mit einer militärischen Intervention niederzuschlagen.

#### Griechische Revolution
- 17. März: Von der Mani auf dem Peloponnes geht mit einem Gottesdienst und der Enthüllung der ersten revolutionären Flagge die revolutionäre griechische Bewegung gegen das Osmanische Reich aus. Petros Mavromichalis bewegt sich im Anschluss zusammen mit Theodoros Kolokotronis und 2000 Mann in Richtung Kalamata.
- 21. März: Mit der Belagerung von Kalavryta erfolgt die erste revolutionäre Aktion des Unabhängigkeitskrieges.
- 23. März: Nach der kampflosen Befreiung von Kalamata durch Elias Mavromichalis wird die von der Untergrundorganisation Filiki Eteria seit Jahren geplante Griechische Revolution angekündigt, die zur Unabhängigkeit vom Osmanischen Reich führen soll.

Flagge Griechenlands während des Unabhängigkeitskrieges

- 25. März: Im Kloster Agia Lavra segnet angeblich Metropolit Germanos von Patras die griechische Flagge, während die griechischen Freiheitskämpfer die Losung „Tod oder Freiheit“ ausgeben.
- Die Revolution soll an drei verschiedenen Orten gleichzeitig entfacht werden, um bei den Osmanen auf diese Weise größere Verwirrung zu verursachen und so den Erfolg wahrscheinlicher zu machen. Einer dieser Orte war der Peloponnes, auf der eine größere Gruppe von Rebellen, die sogenannten Klephten, den Revolutionsplan unterstützen. Der zweite Ort ist Konstantinopel, wo Unruhen innerhalb der Phanariotengemeinde geplant sind und das als selbstverständliche Hauptstadt des neu zu schaffenden Griechenlands angesehen wird. Als dritte Aktion ist der Einmarsch von griechischen Streitkräften in das Fürstentum Moldau und die Walachei geplant. Diese sollen aus Odessa über die russische Grenze einmarschieren.
- Als Alexander Ypsilantis im März mit seinen 450 Mann, dem „heiligen Bataillon“, in die Moldau einmarschiert, greifen die Rumänen unter Tudor Vladimirescu jedoch nicht die Osmanen, sondern die Häuser der verhassten griechischen Phanarioten an. Der Einmarsch der Griechen in die rumänischen Donaufürstentümer endet nach kurzer Zeit in einem völligen Fiasko. Unter Tudor Vladimirescu beginnen die Walachen einen eigenen Volksaufstand und besetzen am 29. März Bukarest. Anschließend beginnen sie Verhandlungen mit den Osmanen. Die griechischen Einheiten werden am 19./29. Juni von den Osmanen vernichtend geschlagen, während Ypsilantis sich nach Österreich absetzt.
- 22. April: Nach der Niederschlagung des Aufstandes in Konstantinopel wird der Ökumenische Patriarch Gregorios V. in Konstantinopel auf Befehl von Sultan Mahmud II. an einer Kirchentür aufgehängt. Daraufhin verurteilen der neue Patriarch und andere kollaborierende Phanarioten die Revolution.

Die Flagge des Kontingents von Athanasios Diakos zeigt die Aufschrift 'Freiheit oder Tod'

- 8. Mai: In der Schlacht von Gravia besiegen Griechen unter Odysseas Androutsos eine Gruppe von etwa 120 Männern der Osmanischen Armee. Der griechische Anführer Athanasios Diakos wird am 24. April durch Pfählung hingerichtet, nachdem er die Konversion zum Islam abgelehnt hat.
- 22. oder 23. April: Die Schlacht von Alamana gilt als erste griechische Niederlage der Revolution.
- 24. Mai: Die Schlacht von Valtetsi ist der erste entscheidende Sieg der Griechen in ihrem Kampf um die Freiheit. Der Sieg stärkt die Moral und das Selbstvertrauen der griechischen Revolutionäre und ermutigt sie, den Kampf für ihre Freiheit fortzusetzen.
- 5. Oktober: Griechische Aufständische unter Theodoros Kolokotronis erobern in der Griechischen Revolution die zuvor belagerte Stadt Tripoli auf dem Peloponnes und massakrieren die Bevölkerung muslimischen Glaubens.
- 20. Dezember: In Nea Epidavros tritt die erste griechische Nationalversammlung zusammen.
- Zum Jahresende sind die Morea, die Inseln Hydra, Spetses und Psara und der größte Teil Mittelgriechenlands unter griechischer Kontrolle. Nur einzelne stark befestigte Burgen konnten die Osmanen behaupten.

#### Portugal/Brasilien

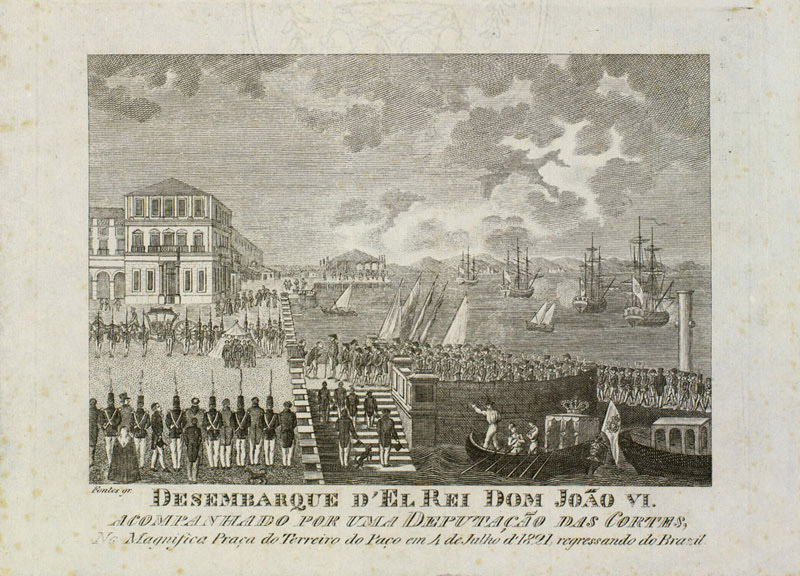
Johann kommt in Lissabon an

- Vereinigtes Königreich von Portugal, Brasilien und den Algarven: In Folge der Liberalen Revolution wird in Portugal eine Verfassungsgebende Versammlung gewählt; die erste Verfassung in der Geschichte des Landes wird verabschiedet. König Johann VI., der sich schon am 26. Februar verpflichtet hat, die Verfassung anzuerkennen, reist am 25. April mit seiner Familie aus Brasilien nach Portugal zurück, wo er am 3. Juli ankommt. Sein Sohn Pedro bleibt als sein Stellvertreter in Brasilien zurück, wo sich bereits seit einiger Zeit eine Unabhängigkeitsbewegung um José Bonifácio de Andrada e Silva etabliert hat.

#### Weitere Ereignisse in Europa
- 13. März: König Viktor Emanuel I. dankt im Königreich Sardinien ab, bleibt aber Herzog von Savoyen. Sein Bruder Karl-Felix folgt ihm auf dem Thron nach.

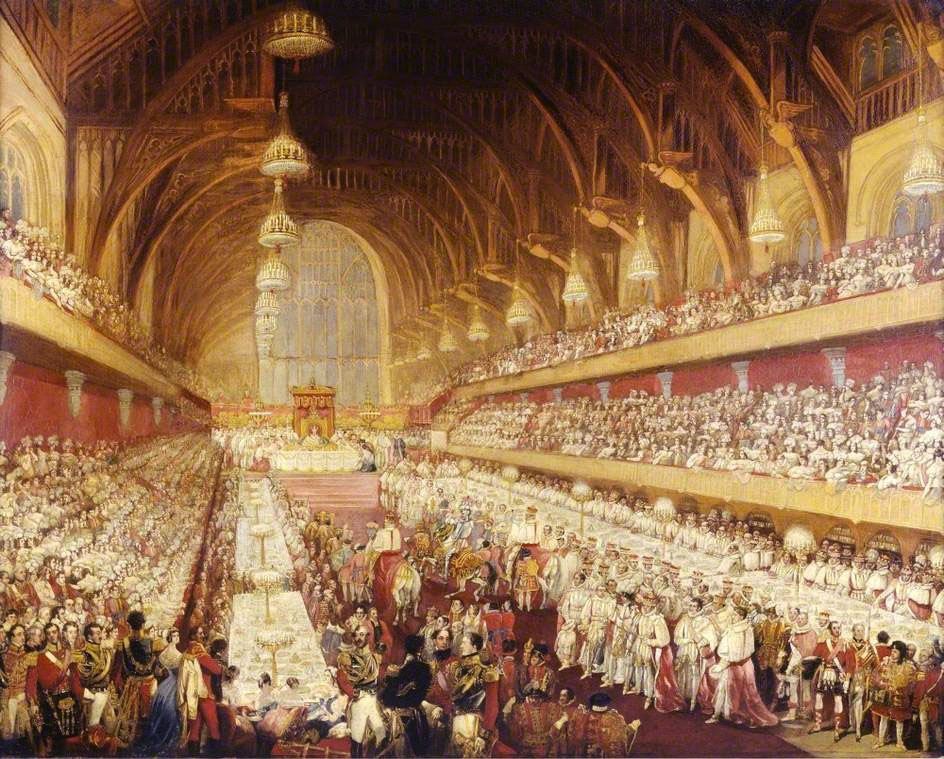
Das prunkvolle Krönungsbankett in der Westminster Hall

- 19. Juli: Georg IV. wird in London zum britischen König gekrönt. Sein Krönungsbankett in Westminster Hall ist das letzte in der Geschichte der britischen Monarchie.

#### Afrika
- 13. Juni: Ägyptische Truppen erobern bei ihrem Vordringen auf benachbartes Gebiet die Hauptstadt Sannar im Sultanat von Sannar. Die Ägypter machen umgehend ihr Militärlager Khartum zur neuen Hauptstadt. Das 300 Jahre alte Reich der Fung hört auf zu existieren.

#### Nordamerika
- 22. Februar: Nach der Ratifizierung durch beide Seiten wird der Adams-Onís-Vertrag zwischen Spanien und den Vereinigten Staaten kundgemacht.
- 10. April: Springfield, die spätere Hauptstadt des US-Bundesstaates Illinois und Heimatstadt Abraham Lincolns, wird unter dem Namen Calhoun gegründet.

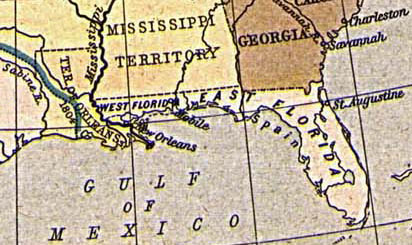
Ost- und Westflorida 1810

- 10. Juli: Die bisherige Spanische Kolonie Florida, bestehend aus Ost- und Westflorida, geht mit Inkrafttreten des 1819 geschlossenen Adams-Onís-Vertrages in US-amerikanische Verwaltung über. Die Vereinigten Staaten verzichten dafür auf alle Ansprüche auf das zum Vizekönigreich Neuspanien gehörende Texas.

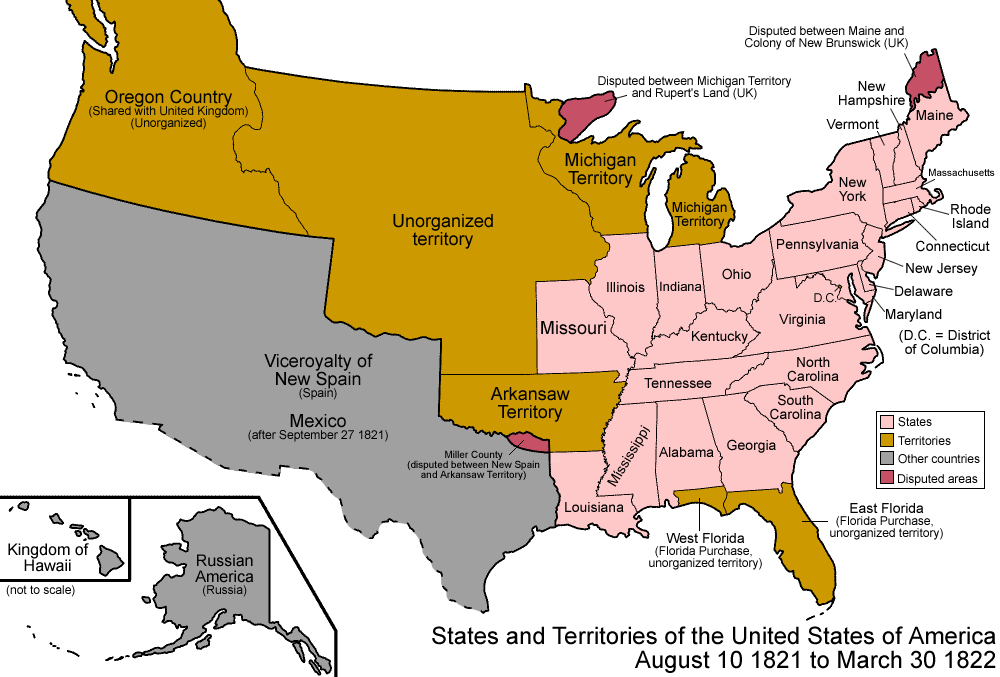
Vereinigte Staaten 1821 nach der Aufnahme Missouris

- 10. August: Missouri wird als Folge des Missouri-Kompromisses als 24. Bundesstaat in die Vereinigten Staaten aufgenommen.

#### Lateinamerika
- 24. Februar: Im Mexikanischen Unabhängigkeitskrieg verkünden Agustín de Iturbide und Vicente Guerrero den Plan von Iguala, in dem die Idee eines unabhängigen, katholischen und vereinigten Mexiko formuliert wird. Mexiko ist zu diesem Zeitpunkt noch Teil Neuspaniens.
- 24. Juni: Im Unabhängigkeitskrieg Venezuelas siegen die Separatisten unter Simón Bolívar in der entscheidenden Schlacht von Carabobo über die spanischen Truppen unter Miguel de la Torre. Damit befreit sich Venezuela endgültig von der Kolonialherrschaft Spaniens.

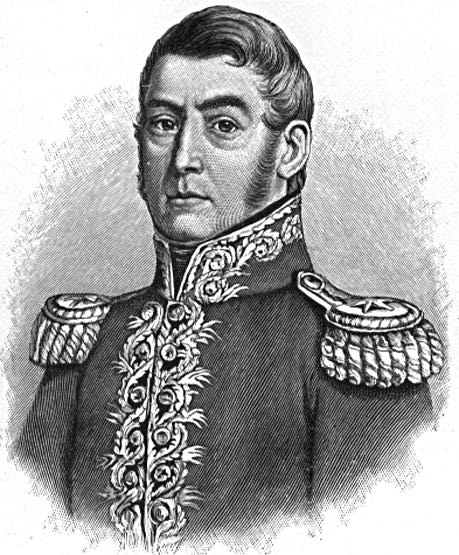
José de San Martín

- 28. Juli: José de San Martín ruft die Unabhängigkeit Perus gegenüber Spanien auf dem Kongress in Lima aus.
- 24. August: Der mexikanische Feldherr Agustín de Itúrbide und der ohne spanischen Auftrag handelnde Vizekönig Juan O’Donojú schließen den Vertrag von Córdoba. Er bildet die Basis für die Unabhängigkeit Mexikos und sieht dort eine konstitutionelle Monarchie vor.
- 15. September: Guatemala, El Salvador, Costa Rica und Honduras erlangen die Unabhängigkeit von Spanien und erklären das Generalkapitanat Guatemala als zu Mexiko zugehörig, bis es sich 1823 als Zentralamerikanische Konföderation von Mexiko abspaltete.
- 28. November: Panama erklärt sich von Spanien für unabhängig und schließt sich Großkolumbien an.
- 1. Dezember: Costa Rica erhält eine vorläufige Verfassung, die Pacto de Concordia.

#### Antarktis
- 10. Januar: Fabian Gottlieb von Bellingshausen entdeckt im Rahmen der ersten russischen Südpolarexpedition die Peter-I.-Insel im Südpolarmeer. Aufgrund der Witterung kann er die Insel allerdings nicht betreten.
- 28. Januar: Die Alexander-I.-Insel wird von Fabian Gottlieb von Bellingshausen entdeckt; er benennt die Insel nach seinem Auftraggeber Zar Alexander I., hält sie allerdings irrtümlich für einen Teil des antarktischen Festlands und nennt sie daher Alexander-I.-Land, ein Name, der sich bis 1940 hält.
- 7. Februar: Der amerikanische Robbenjäger John Davis betritt nach eigenen Angaben als erster Mensch antarktischen Boden.

### Wirtschaft
- 1. Mai: Die Bank von England tauscht ihre Banknoten wieder gegen Gold ein; Ende der bank-restriction (seit 1797).
- 5. Mai: In Manchester wird die britische Tageszeitung The Manchester Guardian gegründet.
- 23. Juni: In Dresden wird von den Elbanrainerstaaten die Elbschifffahrtsakte unterzeichnet. Bis diese am 1. März 1822 in Kraft tritt werden die Zollstationen an der Elbe von 35 auf 14 reduziert.
- 4. August: In den USA erscheint erstmals die Wochenzeitung The Saturday Evening Post.

### Wissenschaft und Technik

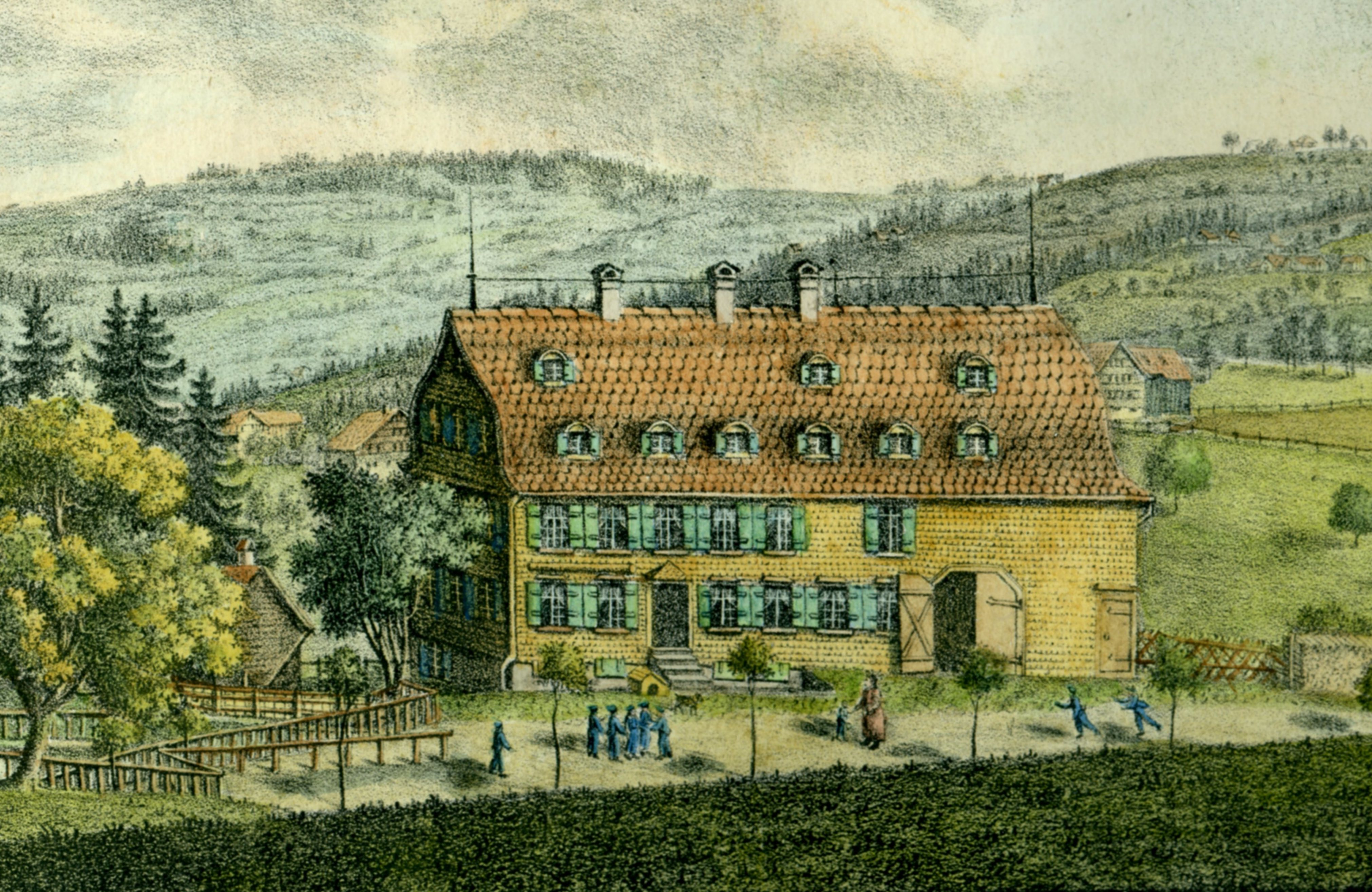
Altes Konvikt Kantonsschule Trogen um 1830

- 1. Februar: In Trogen wird die von Johann Caspar Zellweger gegründete Lehr- und Erziehungsanstalt für die Söhne der gebildeten Stände, die heutige Kantonsschule Trogen, eröffnet. Sie ist damit eine der ältesten Bildungsinstitutionen des Kantons und die zweitälteste nicht kirchliche Mittelschule der Schweiz.
- 19. April: Nach Zustimmung durch das House of Commons (12. April) und das House of Lords (17. April) gibt König George IV. seine formelle Genehmigung zum Bau eines neuen Transportwegs in Nordostengland, was schließlich zum Bau der dampflokbetriebenen Stockton and Darlington Railway führt. Noch während der Antragsteller Edward Pease zu Hause in Darlington auf die entscheidende Nachricht aus London wartet, sprechen bei ihm die Ingenieure Nicholas Wood und George Stephenson vor.
- 12. August: Die Universidad de Buenos Aires wird als erste Hochschule Argentiniens gegründet.
- Thomas Johann Seebeck entdeckt den Seebeck-Effekt zur Thermoelektrizität und baut das erste Thermoelement.
- Sequoyah stellt die von ihm entwickelte Cherokee-Silbenschrift der Cherokee-Stammesführung vor.

### Kultur

#### Bildende Kunst

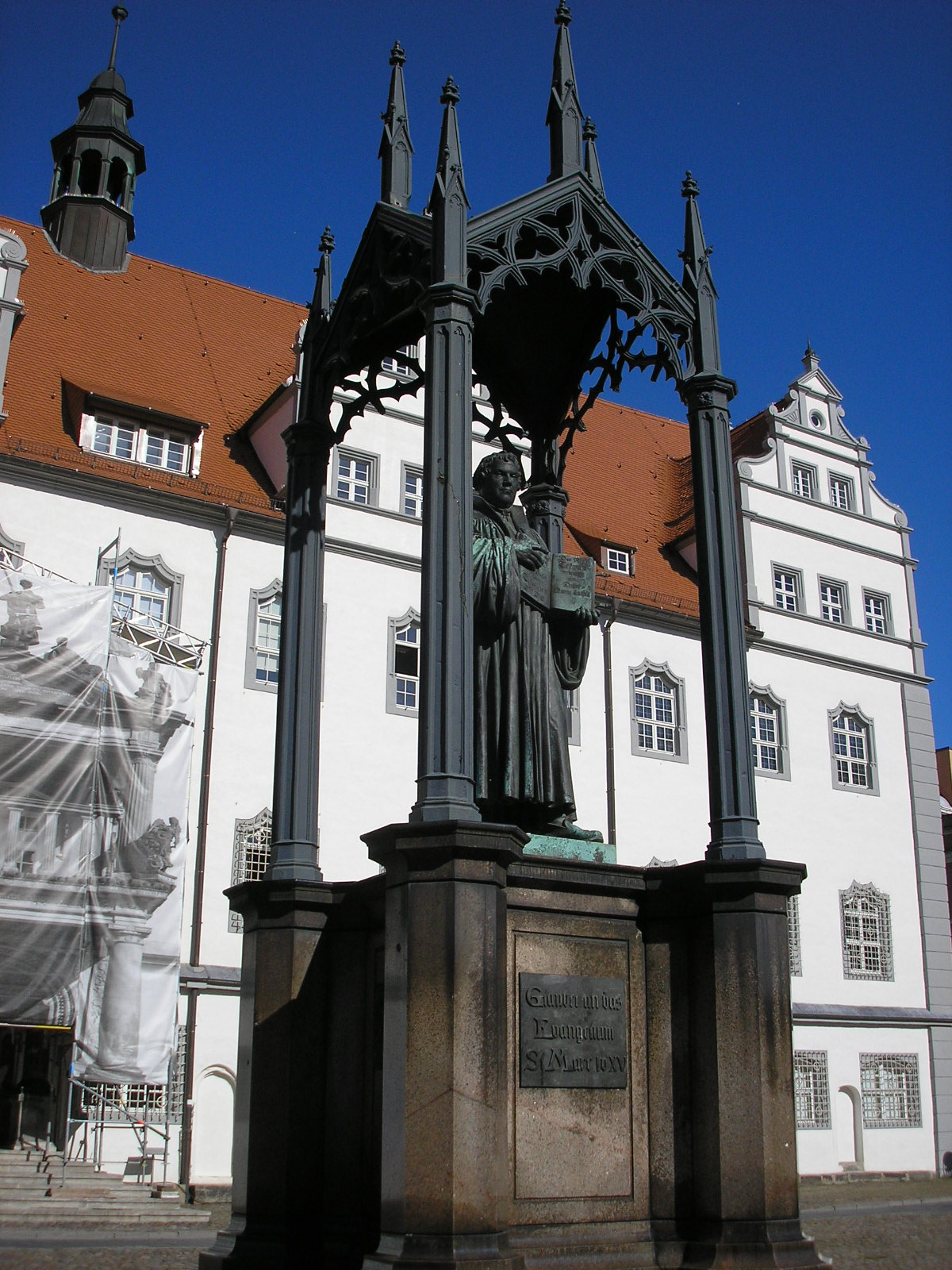
Lutherdenkmal

- 31. Oktober: Das Lutherdenkmal in Wittenberg, ein Werk von Johann Gottfried Schadow und Karl Friedrich Schinkel, wird enthüllt.

#### Musik und Theater
- 28. Januar: In Donaueschingen findet die Uraufführung der Oper Esop in Lydien von Conradin Kreutzer statt.
- 18. Juni: Die romantische Oper Der Freischütz von Carl Maria von Weber auf das Libretto von Johann Friedrich Kind wird am Königlichen Schauspielhaus Berlin mit triumphalem Erfolg uraufgeführt.
- 13. August: Die Oper Adele von Budoy von Conradin Kreutzer wird mit Anna Milder in der Titelrolle in Königsberg uraufgeführt.
- 30. Oktober: Die Uraufführung der Oper Elisa e Claudio von Saverio Mercadante erfolgt am Teatro alla Scala di Milano in Mailand.
- 27. November: Die Uraufführung der Oper Léonore et Félix von François Benoist findet am Théâtre Feydeau in Paris statt.

### Religion
- 16. Juli: Mit der Bulle De salute animarum legt Papst Pius VII. die Neuordnung der Diözesen und Kirchenprovinzen in Preußen fest.
- 16. August: In der Bulle Provida solersque regelt Papst Pius VII. die kirchliche Territorialordnung im südwestdeutschen Raum. Das Erzbistum Freiburg entsteht mit den Suffragandiözesen Mainz, Fulda, Rottenburg und Limburg. Das Bistum Konstanz, welches seit 1817 durch Ignaz von Wessenberg ohne päpstliche Anerkennung geleitet wurde, wird aufgehoben.

## Geboren

### Januar/Februar
- 01. Januar: Jakob Bruderer, Schweizer Unternehmer und Politiker († 1884)
- 02. Januar: James Croll, schottischer Autodidakt († 1890)
- 02. Januar: Cornelius S. Hamilton, US-amerikanischer Politiker († 1867)
- 03. Januar: Cesare Bonelli, italienischer Kriegsminister († 1904)
- 05. Januar: Joseph D. Bedle, US-amerikanischer Politiker († 1894)
- 07. Januar: Johann Kaspar Hug, Schweizer Lehrer, Mathematiker und Politiker († 1884)
- 08. Januar: James Longstreet, US-amerikanischer General der Konföderation († 1904)
- 09. Januar: Johann Anton Breil, deutscher Orgelbauer († 1892)
- 09. Januar: Adolf Dillens, belgischer Maler († 1877)
- 12. Januar: Nikolai Jakowlewitsch Afanassjew, russischer Violinvirtuose und Komponist († 1898)
- 14. Januar: Salomon Hermann Mosenthal, deutscher Dramatiker und Librettist († 1877)
- 16. Januar: John Cabell Breckinridge, US-amerikanischer General und Staatsmann († 1875)
- 19. Januar: Ferdinand Gregorovius, deutscher Schriftsteller und Historiker († 1891)
- 24. Januar: Blasius Kozenn, österreichischer Kartograph († 1871)
- 27. Januar: John M. Chivington, US-amerikanischer Offizier († 1894)
- 29. Januar: Robert Spiske, Gründer der Ordensgemeinschaft der Hedwigschwestern († 1888)
- 30. Januar: Franz von Sonnenfeld, Schweizer Schriftsteller († 1888)
- 02. Februar: Wilhelm Ihne, deutscher Altphilologe und Althistoriker († 1902)
- 03. Februar: Elizabeth Blackwell, englische Ärztin († 1910)
- 03. Februar: Aaron H. Cragin, US-amerikanischer Politiker († 1898)
- 04. Februar: Frederick Goddard Tuckerman, US-amerikanischer Dichter († 1873)
- 05. Februar: Hermann von Mallinckrodt, deutscher Politiker († 1874)
- 11. Februar: Hermann Allmers, norddeutscher Heimatdichter († 1902)
- 11. Februar: Auguste Mariette, französischer Ägyptologe († 1881)
- 13. Februar: Franz Brandner, österreichischer katholischer Geistlicher und Hochschullehrer († 1896)
- 15. Februar: Camille Rousset, französischer Historiker († 1892)

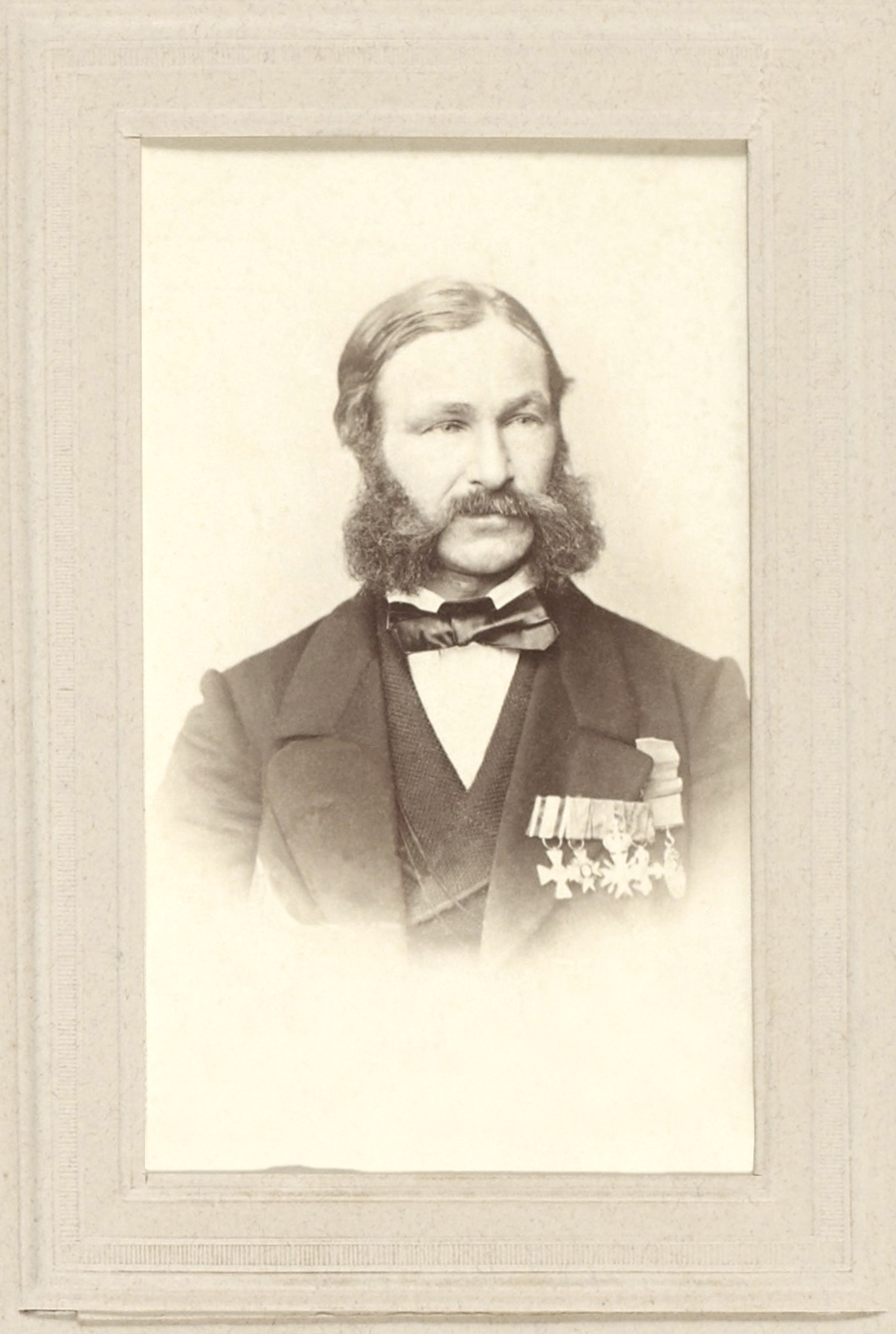
Heinrich Barth

- 16. Februar: Heinrich Barth, deutscher Afrikaforscher († 1865)
- 17. Februar: Lola Montez, irische Hochstaplerin und Tänzerin († 1861)
- 19. Februar: Francis Preston Blair, US-amerikanischer Politiker († 1875)
- 19. Februar: August Schleicher, deutscher Sprachwissenschaftler († 1868)
- 20. Februar: Nils Johan Andersson, schwedischer Botaniker († 1880)
- 21. Februar: Peter Acklin, Schweizer Jurist, Journalist und Politiker († 1879)
- 21. Februar: Rachel Felix, französische Schauspielerin († 1858)
- 22. Februar: Ludmilla Assing, deutsche Schriftstellerin († 1880)
- 22. Februar: Daniel Harrwitz, deutscher Schachmeister († 1884)
- 23. Februar: Amos Tappan Akerman, US-amerikanischer Jurist und Politiker († 1880)
- 24. Februar: Franz Josef Denzinger, deutscher Architekt († 1894)

### März/April
- 01. März: Joseph Hubert Reinkens, erster Bischof der Alt-Katholischen Kirche in Deutschland († 1896)
- 02. März: Axel Gustaf Adlercreutz, schwedischer Staatsmann († 1880)
- 05. März: Otto Delitsch, deutscher Geograph († 1882)
- 09. März: Adelheid Christine zu Schaumburg-Lippe, Mitglied des Hauses Schaumburg-Lippe und Herzogin von Schleswig-Holstein-Sonderburg-Glücksburg († 1899)
- 11. März: Johann Georg Gerhard Schmitt, deutscher Komponist und Organist († 1900)
- 12. März: John Abbott, kanadischer Anwalt, Politiker und Premierminister († 1893)
- 12. März: Hermann Hettner, deutscher Literatur- und Kunsthistoriker († 1882)
- 12. März: Luitpold von Bayern, bayrischer Prinzregent († 1912)
- 13. März: Hermann Gruson, Erfinder, Wissenschaftler und Unternehmer († 1895)
- 13. März: Leopold Kaufmann, von 1851 bis 1874 Oberbürgermeister von Bonn († 1898)
- 15. März: Johann Josef Loschmidt, österreichischer Physiker und Chemiker († 1895)
- 15. März: Franz Mair, österreichischer Chormeister, Komponist und Gründer des Wiener Schubertbundes († 1893)
- 15. März: Rudolph Reichmann, deutsch-amerikanischer Zeitungsverleger († 1908)
- 18. März: William George Clark, englischer Altphilologe und Shakespeare-Forscher († 1878)
- 18. März: Eduard Heine, deutscher Mathematiker († 1881)
- 19. März: Richard Francis Burton, britischer Konsul, Forscher, Übersetzer, und Orientalist († 1890)
- 24. März: Mathilde Marchesi, deutsche Opernsängerin (Mezzosopran) und Musikpädagogin († 1913)
- 28. März: William Howard Russell, irischer Journalist († 1907)
- 29. März: Karl Knies, deutscher Ökonom († 1898)
- 01. April: Louis-Adolphe Bertillon, französischer Mediziner, Anthropologe, Statistiker und Demograph († 1883)
- 03. April: Louis Lewandowski, deutscher Komponist († 1894)
- 04. April: Heinrich Band, Erfinder des Bandoneons († 1860)
- 04. April: Linus Yale, US-amerikanischer Erfinder (Zylinderschloss) († 1868)
- 09. April: Charles Baudelaire, französischer Dichter der Moderne († 1867)
- 12. April: Andreas Albert, deutscher Werksmeister und Unternehmer († 1882)
- 12. April: Samuel G. Arnold, US-amerikanischer Politiker († 1880)
- 12. April: Adonijah Welch, US-amerikanischer Politiker († 1889)
- 15. April: Joseph E. Brown, US-amerikanischer Politiker († 1894)
- 16. April: Ford Madox Brown, britischer Maler († 1893)

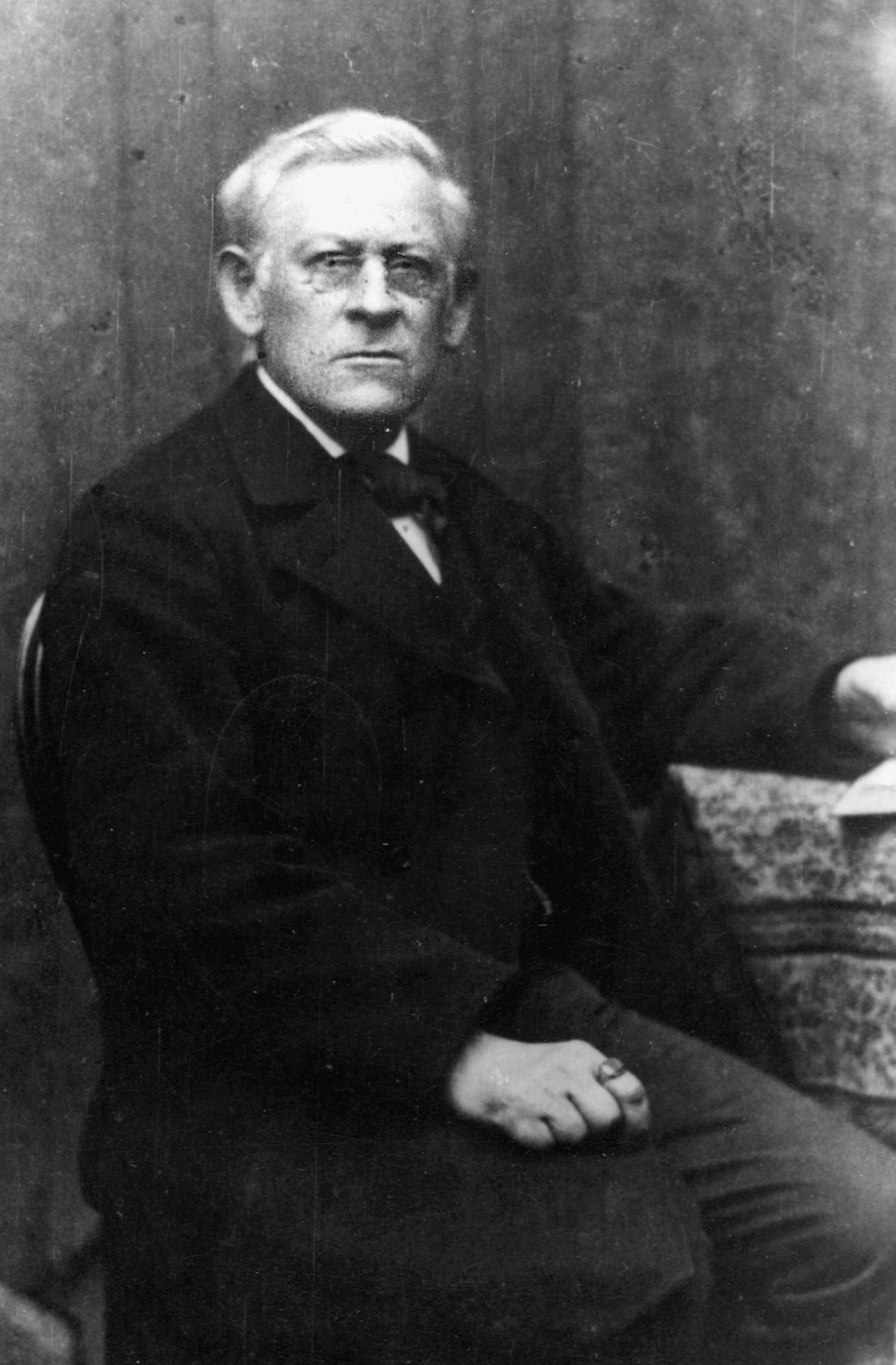
Michael Rostock

- 21. April: Michael Rostock, sorbischer Botaniker und Entomologe († 1893)
- 26. April: Robert Adamson, schottischer Chemiker und Fotograf († 1848)
- 26. April: Heinrich IV., Paragiatsherr von Reuß-Köstritz († 1894)
- 27. April: Henry Willis, englischer Orgelbauer († 1901)

### Mai/Juni
- 01. Mai: Daniel Weisiger Adams, US-amerikanischer Rechtsanwalt und Brigadegeneral († 1872)
- 01. Mai: Henry Ayers, Premierminister von Südaustralien († 1897)
- 05. Mai: Jean Louis Hamon, französischer Maler († 1874)
- 06. Mai: Ludwig Adolf Neugebauer, polnischer Gynäkologe († 1890)
- 12. Mai: Bernhard Kothe, deutscher Komponist, Kirchenmusiker, Musikhistoriker und -pädagoge († 1897)
- 15. Mai: Félix Joseph Henri de Lacaze-Duthiers, französischer Physiologe und Zoologe († 1901)
- 15. Mai: Ludwig Knoop, Unternehmer († 1894)
- 16. Mai: Pafnuti Lwowitsch Tschebyschow, russischer Mathematiker († 1894)
- 17. Mai: Sebastian Kneipp, bayerischer Priester und Hydrotherapeut († 1897)
- 17. Mai: August Nagel, sächsischer Professor für Geodäsie († 1903)
- 22. Mai: Christian Friele, norwegischer Redakteur († 1899)
- 24. Mai: Topete y Carballo, spanischer Admiral und Politiker († 1885)
- 25. Mai: Henri Alexis Brialmont, belgischer General und Militärschriftsteller († 1903)
- 25. Mai: Wilhelm Rüstow, deutscher Freiheitskämpfer und Revolutionär, Militärschriftsteller und -historiker († 1878)
- 25. Mai: Heinrich Matthias Sengelmann, Pastor und Gründer der Alsterdorfer Anstalten († 1899)
- 26. Mai: Amalie Dietrich, deutsche Botanikerin und Zoologin († 1891)
- 000Mai: William Kelly nordirischer Altsprachler, Bibelausleger, Autor und Prediger der Brüderbewegung († 1906)
- 02. Juni: Ion C. Brătianu, rumänischer Politiker und Ministerpräsident († 1891)
- 08. Juni: Samuel White Baker, britischer Afrikaforscher († 1893)
- 10. Juni: Alexander von Frantzius, deutscher Mediziner, Zoologe und Anthropologe († 1877)
- 12. Juni: Louis Baare, deutscher Wirtschaftspionier († 1897)
- 12. Juni: Luise Büchner, Frauenrechtlerin und Autorin († 1877)
- 13. Juni: Albert de Broglie, französischer Historiker, Publizist und Staatsmann († 1901)
- 19. Juni: Heinrich August Hahn, deutscher evangelischer Theologe und Hochschullehrer († 1861)
- 25. Juni: Bartolomé Mitre, Staatsmann, militärischer Führer und Historiker († 1906)
- 27. Juni: August Conradi, deutscher Komponist, Organist und Kapellmeister († 1873)
- 28. Juni: Max Maretzek, US-amerikanischer Operndirektor, Dirigent und Komponist († 1897)

### Juli/August
- 02. Juli: Charles Tupper, kanadischer Politiker und Premierminister († 1915)
- 03. Juli: Ferdinand Kürnberger, österreichischer Schriftsteller († 1879)
- 06. Juli: Edmund Pettus, US-amerikanischer Politiker († 1907)
- 06. Juli: Elies Rogent, katalanischer Architekt († 1897)
- 10. Juli: Karl Culmann, Bauingenieur und Professor in Zürich († 1881)
- 12. Juli: Daniel Harvey Hill, US-amerikanischer General († 1889)
- 13. Juli: Nathan Bedford Forrest, US-amerikanischer General († 1877)
- 15. Juli: Heinrich Wankel, böhmischer Arzt, Prähistoriker und Speläologe († 1897)
- 16. Juli: Mary Baker Eddy, US-amerikanische Autorin und Religionsgründerin († 1910)
- 17. Juli: Friedrich Engelhorn, deutscher Unternehmer († 1902)
- 18. Juli: Bernhard Höting, Bischof von Osnabrück († 1898)
- 18. Juli: Pauline Viardot-Garcia, französische Künstlerin († 1910)
- 20. Juli: James McNair Baker, US-amerikanischer Jurist und Politiker († 1892)
- 21. Juli: Vasile Alecsandri, rumänischer Dichter, Dramatiker und Politiker († 1890)
- 21. Juli: Adolf Carl Daniel von Auersperg, österreich-ungarischer Ministerpräsident († 1885)
- 24. Juli: Johann Jakob Bänninger, Schweizer Lehrer und Mundartdichter († 1880)
- 02. August: Albert Roussin, französischer Marineoffizier und Politiker († 1896)
- 04. August: Louis Vuitton, französischer Unternehmer († 1892)
- 04. August: James Springer White, Mitbegründer der Siebenten-Tags-Adventisten († 1881)
- 08. August: Wilhelm Albrecht Fürst von Montenuovo, altösterreichischer General († 1895)
- 10. August: Aloys Anderle, böhmischer Tenor und Opernsänger († 1864)
- 16. August: Arthur Cayley, englischer Mathematiker († 1895)
- 18. August: Peter Dewes, deutscher Unternehmer und Politiker († 1876)
- 21. August: Wilhelm Heinrich Schüßler, deutscher Begründer der homöopathischen Therapie († 1898)
- 21. August: William Barksdale, Brigadegeneral der Konföderierten Staaten von Amerika im Sezessionskrieg († 1863)
- 22. August: Edouard Plouvier, französischer Dramatiker und Librettist († 1876)
- 25. August: Ludwig Pfau, deutscher Schriftsteller, Journalist und Revolutionär († 1894)
- 26. August: Heinrich Boller, Schweizer Industrieller und Politiker († 1877)
- 26. August: William Alexander Adams, englischer Ingenieur und Unternehmer († 1896)
- 27. August: Alwin Wieck, deutscher Geiger und Klavierlehrer († 1885)
- 31. August: Christian Carl Magnussen, deutscher Kunstmaler († 1896)

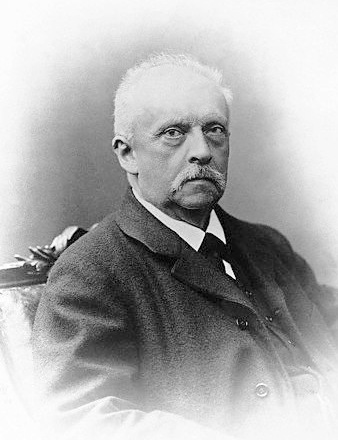
Hermann von Helmholtz

- 31. August: Hermann von Helmholtz, deutscher Physiologe und Physiker († 1894)

### September/Oktober
- 01. September: Viktor von Meibom, deutscher Rechtswissenschaftler († 1892)
- 03. September: Ernst Pasqué, deutscher Opernsänger und Autor († 1892)
- 04. September: Wilhelm Schwartz, deutscher Pädagoge und Schriftsteller († 1899)
- 06. September: Alvin Peterson Hovey, US-amerikanischer Politiker († 1891)
- 08. September: Josef Eisenkolb, rumäniendeutscher Komponist († 1899)
- 12. September: Johann Traugott Mutschink, sorbischer Volksschriftsteller und Heimatkundler († 1904)
- 13. September: Carl Nipperdey, deutscher klassischer Philologe († 1875)
- 17. September: Philipp Arons, deutscher Genre- und Porträtmaler († 1902)
- 17. September: Léonard-Léopold Forgemol de Bostquénard, französischer General († 1897)
- 18. September: John Cougnard, Schweizer evangelischer Geistlicher und Hochschullehrer († 1896)
- 18. September: Robert E. Withers, US-amerikanischer Politiker († 1907)
- 20. September: Cornelis Willem Opzoomer, niederländischer Jurist, Philosoph, Literaturwissenschaftler und Logiker († 1892)
- 22. September: John Conness, US-amerikanischer Politiker († 1909)
- 24. September: Cyprian Norwid, polnischer Dichter († 1883)
- 27. September: Henri-Frédéric Amiel, Schweizer Schriftsteller und Philosoph († 1881)
- 27. September: Carl Adolf Riebeck, Industrieller und Bergwerksunternehmer († 1883)
- 27. September: Johann Joachim Schlegel, Gründer der Schlegel Brauerei AG in Bochum († 1890)
- 30. September: Cenobio Paniagua, mexikanischer Komponist († 1882)
- 01. Oktober: Benjamin T. Biggs, US-amerikanischer Politiker († 1893)
- 01. Oktober: Anna Féresse-Deraismes, französische Feministin († 1910)
- 02. Oktober: Nino Bixio, italienischer Freiheitskämpfer († 1873)
- 05. Oktober: Rudolf Haym, deutscher Philosoph und Literaturhistoriker († 1901)
- 05. Oktober: Ludwig Turban der Ältere, Staatsminister in Baden († 1898)
- 07. Oktober: Richard Heron Anderson, US-amerikanischer General († 1879)
- 08. Oktober: Friedrich Kiel, deutscher Komponist der Spätromantik († 1885)
- 09. Oktober: William Alfred Passavant, US-amerikanischer Geistlicher († 1894)
- 09. Oktober: Hermann Knothe, Landeshistoriker der Oberlausitz († 1903)
- 11. Oktober: James Phelan, US-amerikanischer Politiker († 1873)
- 11. Oktober: George Williams, Gründer des Christlichen Vereins Junger Menschen († 1905)
- 13. Oktober: Oscar Byström, schwedischer Komponist († 1909)

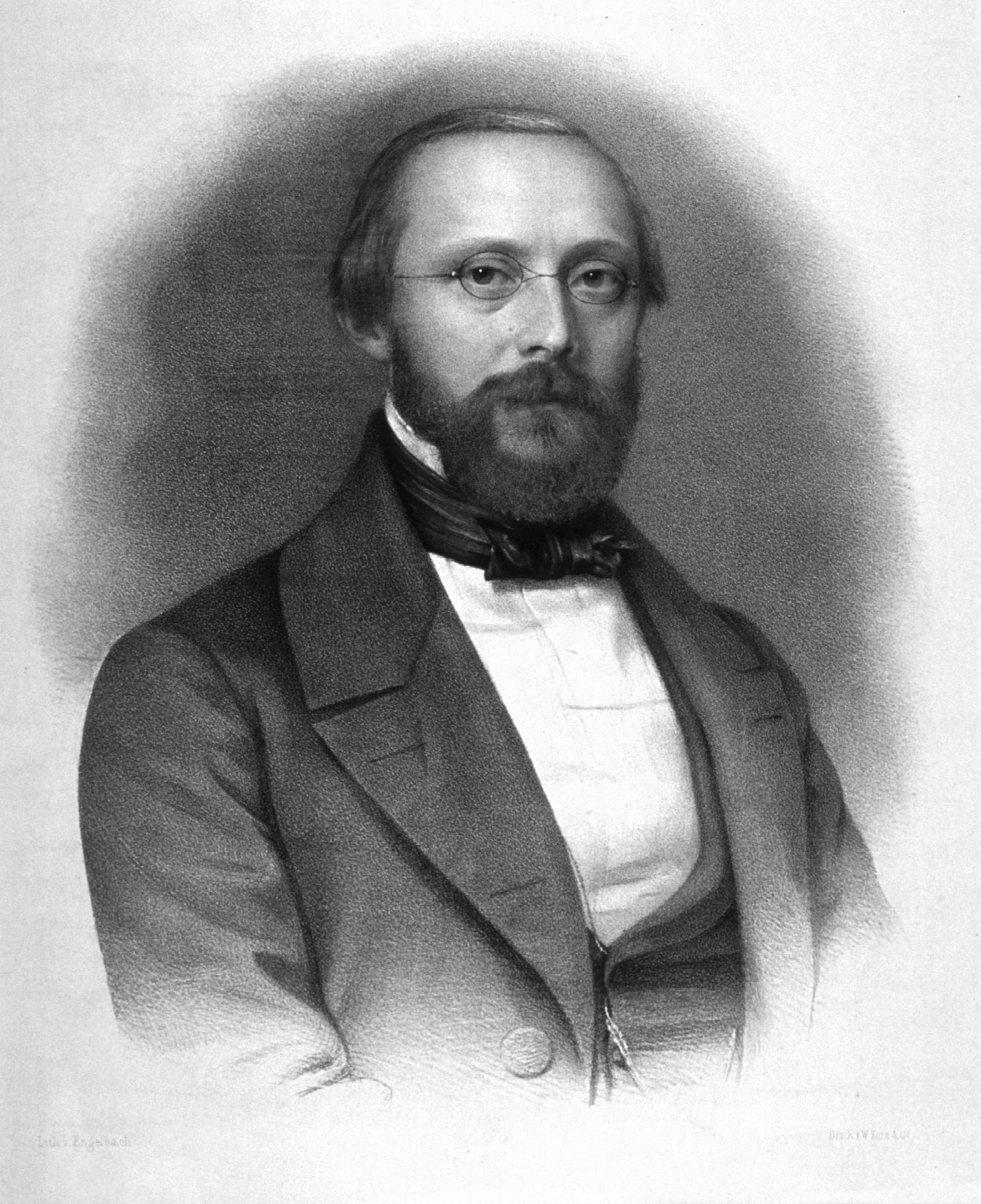
Rudolf Virchow

- 13. Oktober: Rudolf Virchow, deutscher Arzt, Pathologe und Politiker († 1902)
- 14. Oktober: Ernst Wilhelm Ackermann, deutscher Theologe und Dichter († 1846)
- 15. Oktober: Moritz Hartmann, Journalist, Schriftsteller und Politiker († 1872)
- 16. Oktober: Johann Friedrich Dändliker, Schweizer Pietist und Diakonie-Vorsteher († 1900)
- 16. Oktober: Franz Doppler, österreichisch-ungarischer Komponist († 1883)
- 19. Oktober: Charles Jean Jacques Joseph Ardant du Picq, französischer Oberst († 1870)
- 22. Oktober: Collis P. Huntington, Eisenbahnbauer († 1900)
- 23. Oktober: Max von Forckenbeck, deutscher Jurist und Berliner Bürgermeister († 1892)
- 24. Oktober: Ludwig Seidel, deutscher Mathematiker und Astronom († 1896)
- 25. Oktober: Antonio Ciseri, italienischer Maler Schweizer Herkunft († 1891)
- 27. Oktober: Alexis de Garaudé, französischer Komponist († 1854)
- 31. Oktober: Karel Havlíček Borovský, tschechischer Dichter, Literaturkritiker, Übersetzer, Politiker und Journalist († 1856)

### November/Dezember
- 01. November: Philipp Toussaint Joseph Bordone, französischer General († 1892)
- 02. November: William Adams Richardson, US-amerikanischer Politiker († 1896)
- 09. November: Rudolf Hoyos, österreichischer Dichter und Kunstsammler († 1896)

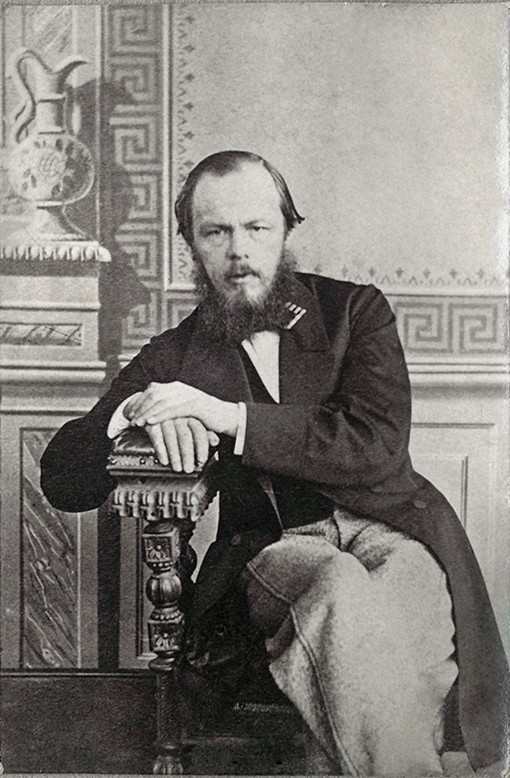
Fjodor Michailowitsch Dostojewski, 1863

- 11. November: Fjodor Dostojewski, russischer Schriftsteller († 1881)
- 13. November: Wilhelm Hillebrand, deutscher Arzt und Botaniker († 1886)
- 18. November: Franz Friedrich Ernst Brünnow, deutscher Astronom († 1891)
- 21. November: Charles Hoguet, deutscher Maler († 1870)
- 22. November: Charles Brun, französischer Politiker († 1897)
- 24. November: Henry Thomas Buckle, englischer Historiker und Schachspieler († 1862)
- 28. November: Henri Baudrillart, französischer Nationalökonom († 1892)
- 02. Dezember: Rufus Barringer, Jurist, Politiker und Brigadegeneral der Konföderierten im Amerikanischen Bürgerkrieg († 1895)
- 02. Dezember: Alvin Hawkins, US-amerikanischer Politiker († 1905)
- 04. Dezember: Johan Gabriel Anrep, schwedischer Genealoge († 1907)
- 04. Dezember: Ernst Wilhelm Leberecht Tempel, deutscher Astronom und Lithograf († 1889)
- 05. Dezember: Siegmund von Pranckh, bayerischer General der Infanterie († 1888)
- 07. Dezember: Friedrich Schlögl, österreichischer Schriftsteller († 1892)

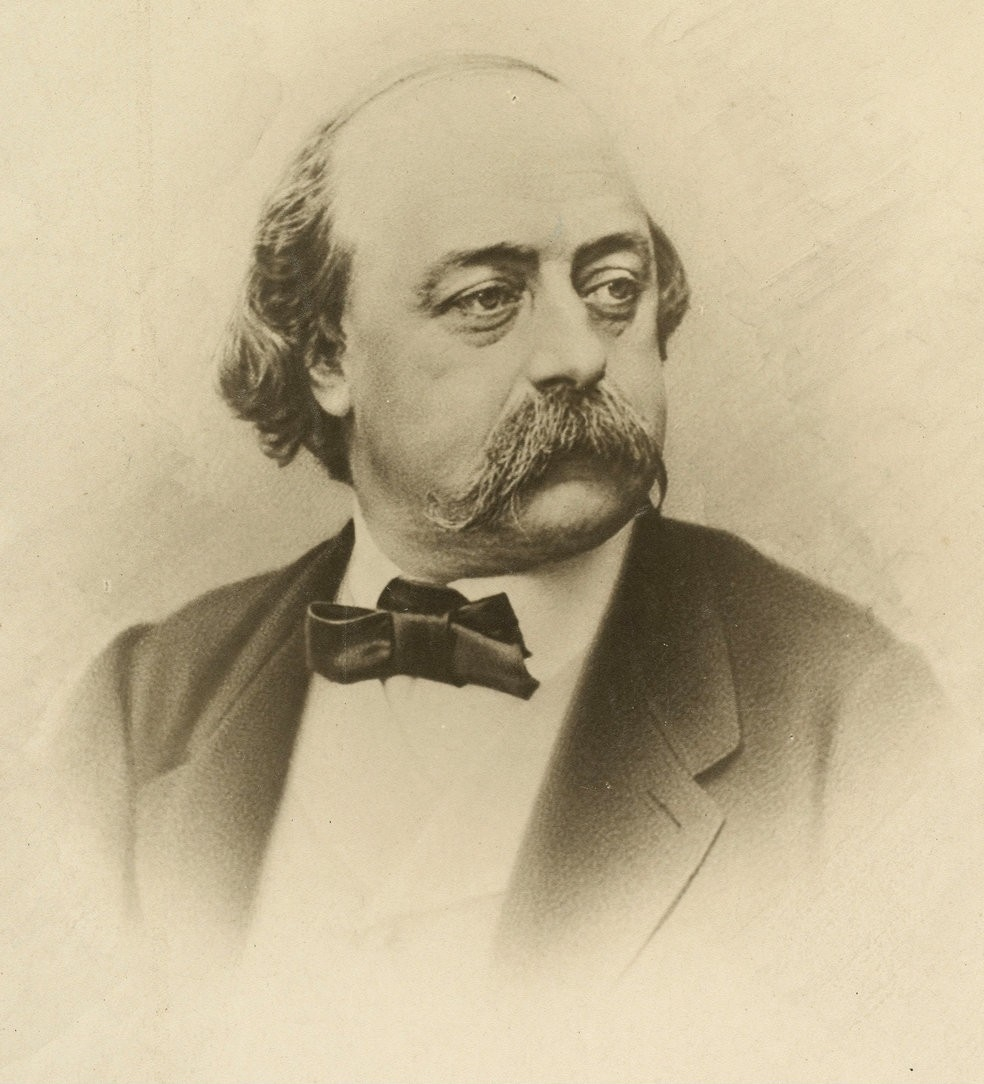
Gustave Flaubert

- 12. Dezember: Gustave Flaubert, französischer Schriftsteller († 1880)
- 12. Dezember: Sigmund Lebert, deutscher Musikpädagoge († 1884)
- 15. Dezember: Roderich von Erckert, deutscher Ethnograph, Kartograph und Offizier in russischen Diensten († 1900)
- 17. Dezember: Alexander Ferdinand Ludwig Andrae, deutscher Landwirt und Politiker († 1903)
- 17. Dezember: Josef Krejčí, tschechischer Komponist († 1881)
- 17. Dezember: Robert Whitaker McAll, britischer kongrealististischer Pastor, Evangelist, Sozialreformer und Gründer der Mission populaire évangélique († 1893)
- 22. Dezember: Giovanni Bottesini, italienischer Komponist und Kontrabassist († 1889)
- 23. Dezember: Johann Jakob Sulzer, Schweizer Politiker († 1897)
- 24. Dezember: Gabriel García Moreno, ecuadorianischer Rechtsanwalt und Staatspräsident († 1875)
- 24. Dezember: Ernest Picard, französischer Politiker († 1877)
- 25. Dezember: Clara Barton, US-amerikanische Philanthropin († 1912)
- 28. Dezember: Charles R. Buckalew, US-amerikanischer Politiker († 1899)
- 31. Dezember: Philipp M. Schmutzer, österreichischer Musiker und Komponist († 1898)

### Genaues Geburtsdatum unbekannt
- Luigia Abbadia, italienische Opernsängerin († 1896)

## Gestorben

### Januar bis April
- 04. Januar: Elisabeth Anna Bayley Seton, Ordensgründerin der „Sisters of Charity“, US-amerikanischer Heilige (* 1774)
- 05. Januar: Antoni Stolpe, polnischer Komponist, Pianist, Dirigent und Musikpädagoge
- 08. Januar: Karl Friedrich Wilhelm Herrosee, deutscher Kirchenlieddichter (* 1754)
- 14. Januar: Jens Zetlitz, norwegischer Lyriker (* 1761)
- 15. Januar: Cornelis Willem de Rhoer, niederländischer Historiker, Rhetoriker, Philologe und Rechtswissenschaftler (* 1751)
- 18. Januar: Christian zu Stolberg-Stolberg, deutscher Kammerherr, Übersetzer und Lyriker (* 1748)
- 25. Januar: Maciej Kamieński, polnischer Komponist (* 1734)
- 30. Januar: Vincenz Darnaut, österreichischer Geistlicher und Topograf (* 1770)

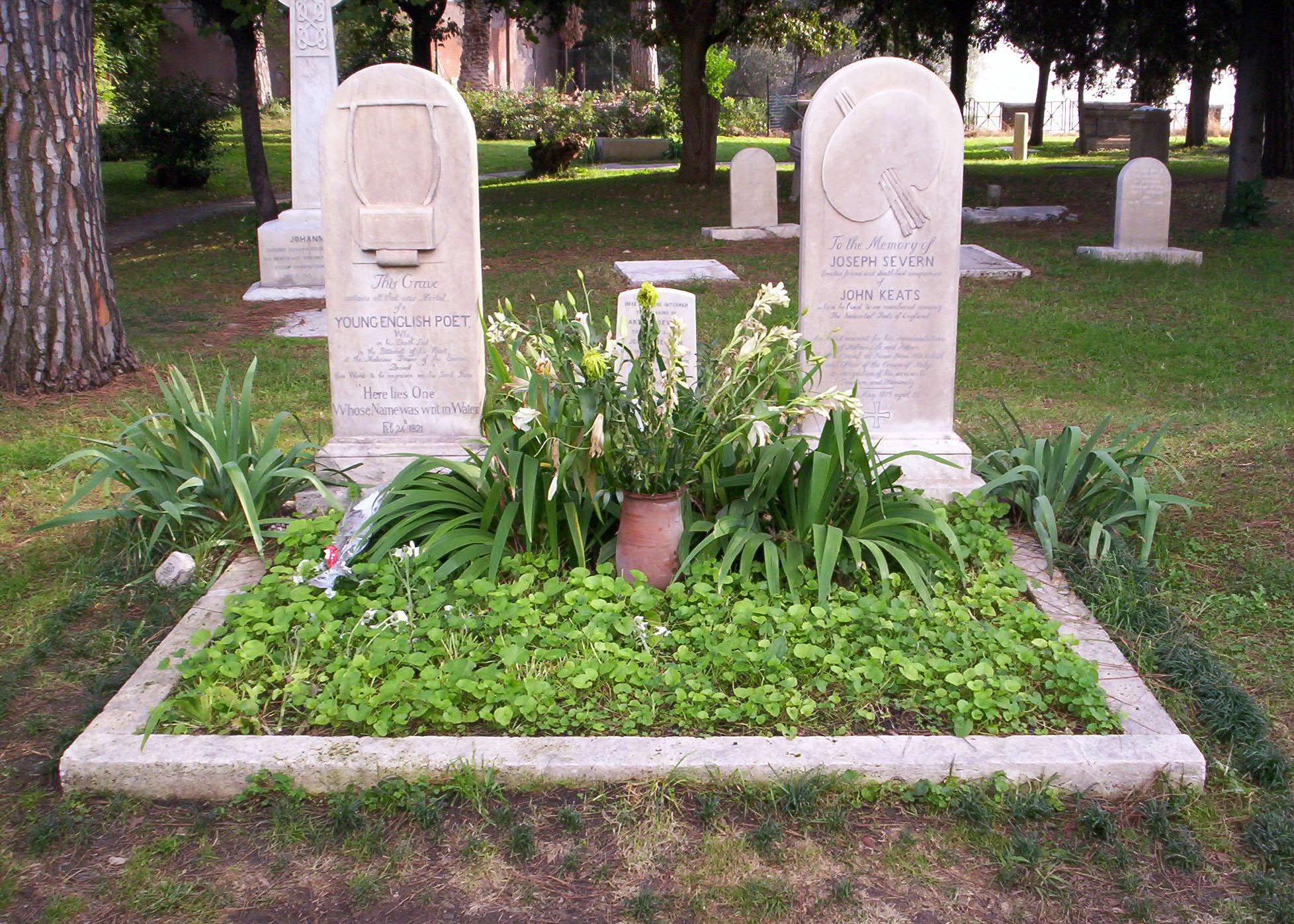
John Keats’ Grab (linker Grabstein)

- 23. Februar: John Keats, britischer Dichter der Romantik (* 1795)
- 24. Februar: Marie-Anne Collot, französische Bildhauerin (* 1748)
- 26. Februar: Joseph de Maistre, savoyischer Staatsmann, Schriftsteller und politischer Philosoph (* 1753)
- 26. Februar: Gottlob Heinrich Schulz, deutscher Jurist und Bürgermeister (* 1764)
- 27. Februar: Wilhelm I. von Hessen-Kassel, deutscher Kurfürst (* 1743)
- 28. Februar: Antoine Alexandre Hanicque, französischer Général de division (* 1748)
- 05. März: Gian Alfonso Oldelli, Schweizer Kapuziner, Hochschullehrer und Heimatforscher (* 1733)
- 08. März: Josef Anton Gerber, Schweizer Politiker (* 1749)
- 09. März: Christian Adolph Overbeck, Bürgermeister von Lübeck und Dichter (* 1755)
- 14. März: Heinrich Rathmann, Pädagoge, Historiker und evangelischer Pfarrer (* 1750)
- 14. März: Ernst von Schwarzenberg, Bischof, Komponist und Domherr in Köln (* 1773)
- 26. März: Josef Ignác Buček, tschechischer Universitätsprofessor, Autor volkswirtschaftlicher Werke (* 1741)
- 30. März: Justus Christian Heinrich Heyer, deutscher Apotheker und Chemiker (* 1746)
- 31. März: Josephine Brunsvik, ungarische Adlige und zentrale Frauengestalt im Leben Ludwig van Beethovens (* 1779)
- 01. April: Helena Radziwiłłowa, litauische Adelige (* 1753)
- 07. April: Simone Assemani, italienischer Orientalist (* 1752)
- 11. April: Georg Joseph Beer, Wiener Arzt, Begründer der wissenschaftlich fundierten Augenheilkunde (* 1763)
- 15. April: Johann Christoph Schwab, deutscher Philosoph (* 1743)
- 17. April: Johann Gottfried am Ende, evangelischer Theologe (* 1752)

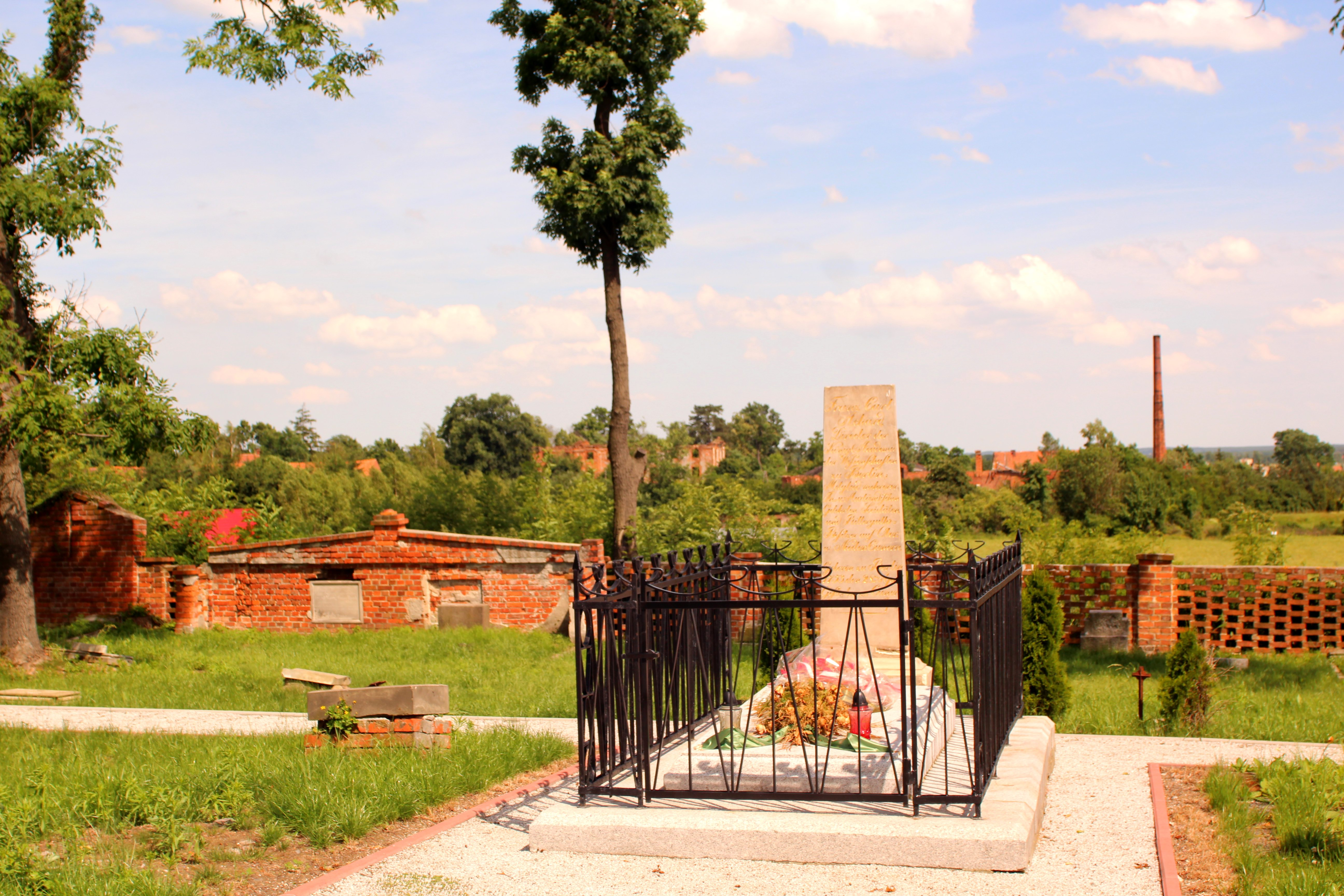
Achards Grab in Moczydlnica Dworska

- 20. April: Franz Carl Achard, deutscher Physiker und Chemiker (* 1753)
- 23. April: Pierre Riel de Beurnonville, französischer General und Staatsmann, Pair und Marschall von Frankreich (* 1752)
- 24. April: Athanasios Diakos, griechischer Nationalheld und Freiheitskämpfer (* 1788)
- 24. April: Johann Peter Frank, deutscher Mediziner (* 1745)
- 25. April: Carl Ahasver von Sinner, Schweizer Architekt (* 1754)
- 29. April: André-Frédéric Eler, französischer Komponist und Musikpädagoge (* 1764)
- 29. April: Kaspar Tscherasian, armenischer Politiker

### Mai bis August
- 01. Mai: Benjamin Howland, US-amerikanischer Politiker (* 1755)

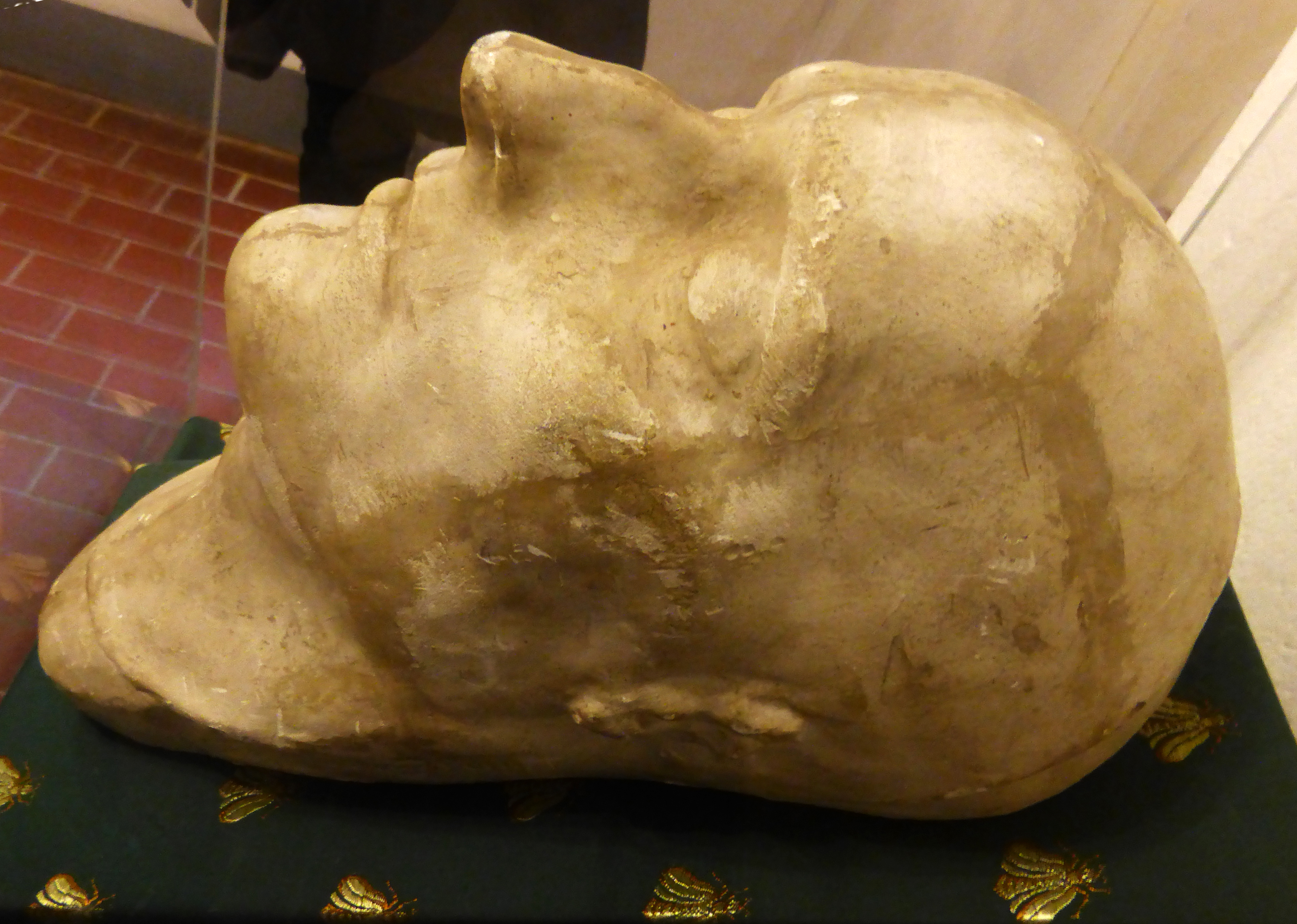
Totenmaske Napoleons von Francesco Antommarchi

- 05. Mai: Napoleon Bonaparte, französischer General, Erster Konsul Frankreichs, revolutionärer Diktator und Kaiser der Franzosen, weiters Kofürst von Andorra, Präsident und König von Italien sowie Protektor des Rheinbundes (* 1769)
- 14. Mai: Auguste Pidou, Schweizer Politiker (* 1754)
- 19. Mai: Henri de Franquetot, duc de Coigny, französischer Höfling und General (* 1737)
- 26. Mai: Constance Mayer, französische Malerin (* 1775)
- 03. Juni: Joas II., Kaiser von Äthiopien
- 07. Juni: Louis Claude Marie Richard, französischer Botaniker (* 1754)
- 08. Juni: Tudor Vladimirescu, Anführer des walachischen Aufstands von 1821 (* um 1780)
- 17. Juni: Martín Miguel de Güemes, argentinischer General des Unabhängigkeitskrieges (* 1785)
- 19. Juni: Peter Ochs, Schweizer Politiker (* 1752)
- 20. Juni: Gustav Kalixt von Biron, Generalleutnant in den Koalitionskriegen (* 1780)
- 21. Juni: César-Guillaume de La Luzerne, französischer Geistlicher (* 1738)
- 23. Juni: Louise Marie Adélaïde de Bourbon-Penthièvre, Herzogin von Chartres und Herzogin von Orléans (* 1753)
- 30. Juni: Don José Fernando Abascál y Sousa, Marques de la Concordia und spanischer Vizekönig in Peru (* 1743)
- 02. Juli: Michele Di Pietro, italienischer Kardinal (* 1747)
- 16. Juli: Augustin Braig, deutscher römisch-katholischer Theologe und Hochschullehrer (* 1766)
- 17. Juli: Fulgencio Yegros, erster Präsident von Paraguay (* 1780)
- 20. Juli: Maurice-Jean-Magdalène de Broglie, französischer Bischof (* 1766)
- 24. Juli: Johann Timotheus Hermes, deutscher Dichter und Romanschriftsteller (* 1738)
- 04. August: William Floyd, Delegierter des Staates New York im Kontinentalkongress (* 1734)
- 05. August: Johann Anton Joachim von Arnim, preußischer Landrat und Gutsbesitzer (* 1754)
- 07. August: Caroline von Braunschweig-Wolfenbüttel, Königin von Großbritannien, Irland und Hannover (* 1768)
- 14. August: John Clark, US-amerikanischer Politiker (* 1761)
- 19. August: Marie-Denise Villers, französische Malerin des Klassizismus (* 1774)
- 20. August: Dorothea von Kurland, Herzogin von Kurland (* 1761)
- 30. August: Louis Michel Aury, französischer Pirat (* 1786)
- 30. August: John Francis Mercer, US-amerikanischer Politiker (* 1759)
- 31. August: Pierre Galin, französischer Musiktheoretiker (* 1786)

### September bis Dezember
- 03. September: Adolph Christian von Bassewitz, mecklenburgischer Gutsbesitzer und Lübecker Domherr (* 1758)
- 04. September: José Miguel Carrera, chilenischer Politiker und Staatspräsident (* 1785)
- 07. September: François-Pierre Savary, Schweizer Politiker (* 1750)
- 10. September: Johann Dominik Fiorillo, deutscher Maler und Kunsthistoriker (* 1748)
- 13. September: Anton Will, deutscher Mediziner (* 1752)
- 14. September: Heinrich Kuhl, deutscher Zoologe (* 1797)
- 18. September: Jean-Nicolas Corvisart, französischer Leibarzt von Napoleon Bonaparte (* 1755)
- 21. September: Joseph Bradley Varnum, US-amerikanischer Politiker (* 1751)
- 01. Oktober: Thomas W. Thompson, US-amerikanischer Politiker (* 1766)
- 04. Oktober: John Rennie, schottischer Bauingenieur (* 1761)
- 08. Oktober: Juan O’Donojú, spanischer Generalleutnant und Vizekönig von Neuspanien (* 1762)
- 09. Oktober: Georg Friedrich Fuchs, deutscher Komponist und Dirigent (* 1752)
- 19. Oktober: Friedrich Wilhelm von Aufseß, preußischer Gutsbesitzer und Jurist (* 1758)
- 20. Oktober: Félix de Azara, spanischer Offizier, Naturforscher und Landvermesser (* 1746)
- 24. Oktober: Elias Boudinot, US-amerikanischer Politiker, Präsident des Kontinentalkongresses (* 1740)
- 28. Oktober: Gaspare Pacchierotti, italienischer Opernsänger und Kastrat (* 1740)
- 07. November: Louis Reymond, Schweizer Politiker, Publizist und Aufständischer (* 1772)
- 08. November: Francesc Antoni de la Dueña y Cisneros, Bischof von Urgell und Co-Fürst von Andorra (* 1753)
- 08. November: Jean Rapp, französischer Graf, Generalleutnant und Adjutant von Napoleon (* 1771)
- 10. November: Andreas Romberg, deutscher Violinist und Komponist (* 1767)
- 18. November: Johann Kaspar Gensler, deutscher Rechtswissenschaftler  (* 1767)
- 21. November: Jonas Rein, norwegischer Dichter (* 1760)
- 28. November: Christen Pram, norwegischer Autor (* 1756)
- 28. November: Hieronymus Waldinger, österreichischer Tierarzt und Hochschullehrer (* 1755)
- 05. Dezember: Emmanouil Papas, griechischer Kommandant im Unabhängigkeitskampf (* 1773)
- 13. Dezember: William A. Trimble, US-amerikanischer Offizier und Politiker (* 1786)
- 29. Dezember: Leone Baptiste Dumonceau, niederländischer Offizier und Marschall von Holland (* 1760)

### Genaues Todesdatum unbekannt
- Ramon Amadeu i Grau, spanischer Bildhauer (* 1745)
- Michael Andreaš, slowenischer Dichter (* 1762)
- Manuel Antonio Arredondo y Pelegrín,  spanischer Jurist, Kolonialverwalter und Vizekönig von Peru (* vor 1750)
- Charles Bochsa, französischer Komponist, Oboist, Verleger und Musikalienhändler